# Син Таджикистану
«Син Таджикистану» — радянський художній фільм 1942 року режисера Василія Проніна, знятий на кіностудії «Союздитфільм» і на Сталінабадській кіностудії.

## Сюжет
Велика Вітчизняна війна. Колгоспники таджицького кишлаку проводжають в армію свого земляка Гафіза. На фронті він подружився з російським солдатом сибіряком Іваном. У розвідці Іван і Гафіз виявляють на березі моря німецький десант. Їм треба попередити своїх, але шлях відрізаний. Сховавшись у скелястій ущелині, вони приймають нерівний бій, патрони кінчаються. Випадково Гафіз виявляє залишений у скелях пастухами порожній бурдюк. Гафіз надуває його, і прикритий Іваном, кидається в гірську річку. Підтримуваний бурдюком, Гафіз вплав добирається до своїх. Радянський загін перерізає дорогу десанту ворога і знищує його. Гафіз знаходить свого друга вмираючим від ран, і над тілом Івана клянеться помститися за нього ворогові.

## У ролях
- Віра Алтайська —  Олена
- Борис Андрєєв —  Іван
- Мухаммеджан Касимов —  Гафіз
- Петро Савін —  боєць
- Павло Шпрингфельд —  Гафіз Сангін
- Ходіча Бабаханова —  мати Гафіза
- Офтоб Ісамова —  виконавиця танцю дівчини
- Олександр Ширшов —  хлопець із гармошкою

## Знімальна група
- Режисер — Василь Пронін
- Сценаристи — Євген Помєщиков, Микола Рожков, Мікяїл Рафілі
- Оператор — Ібрагім Барамиков
- Композитор — Венедикт Пушков
- Художник — Костянтин Урбетіс